# Geevarghese Makarios Kalayil
Geevarghese Makarios Kalayil (ur. 16 lipca 1958 w Renjalady) – indyjski duchowny syromalankarski, od 2017 biskup Puthur.

## Życiorys
Święcenia kapłańskie otrzymał 1 maja 1986 i został inkardynowany do eparchii Puthur. Był m.in. sekretarzem biskupim, dyrektorem katolickiej szkoły, wicerektorem i rektorem seminarium oraz protosyncelem eparchii.
5 sierpnia 2017 został mianowany eparchą Puthur. Chirotonii biskupiej udzielił mu 21 sierpnia 2017 zwierzchnik Kościoła syromalankarskiego, kard. Baselios Cleemis Thottunkal.